# Tracheplexia amaranta
Tracheplexia amaranta là một loài bướm đêm trong họ Noctuidae.